# 내인자
내인자(Intrinsic factor, IF), 내재요소는
(인간의 경우) 벽세포, (설치류의 경우) 위의 주세포(rodent)에 의해 생성되는 당단백질이다. 작은창자의 회장의 비타민 B12의 흡수에 필수적이다. 인간의 경우 위내재요소 단백질은 CBLIF라는 유전자에 의해 인코딩된다.